# Tangara à boucles d'or
Pour les articles homonymes, voir Boucles d'or (homonymie).
Bangsia aureocincta
Espèce
Synonymes
- Buthraupis aureocincta

Statut de conservation UICN

 EN B1ab(i,ii,iii,v) : En danger
Le Tangara à boucles d'or (Bangsia aureocincta) est une espèce de passereau appartenant à la famille des Thraupidae.

## Répartition et habitat
Il est endémique des Andes de l'Ouest en Colombie. Il vit dans la forêt de nuages.

## Alimentation
Il se nourrit principalement de fruits, mais aussi d'insectes.